# Zyankali (1948)
Zyankali ist ein österreichisches Kriminaldrama mit Film-noir-Elementen aus dem Jahr 1948. Unter der Regie von Harald Röbbeling spielen Siegfried Breuer, Maria Andergast und Rudolf Prack die Hauptrollen.

## Handlung
Dr. Frank Morava, ein ehemaliger Gerichtschemiker, ist ein ehrgeiziger Mann mittleren Alters. Er geht ganz in seinem Forscherdrang auf, um ein Serum gegen eine seltene Krankheit zu entwickeln. Dabei investiert er all sein Vermögen. Als Moravas Geld verbraucht ist, scheut er auch nicht vor einer Gewalttat zurück. Er beraubt einen Rauschgifthändler, der es mit seinen Untaten zu einigem Vermögen gebracht hat, und vergiftet ihn anschließend. Mit dem Geld setzt Dr. Morava nun seine Forschungen fort.
Der Chemiker entwickelt immer mehr kriminelle Energie, denn bald ermordet er auch einen ehemaligen Studienkollegen und fälscht einen Abschiedsbrief, in dem der Tote die erste Mordtat Moravas gesteht und weiters zugibt, das Geld vom toten Drogendealer gestohlen zu haben. Moravas Assistentin ahnt jedoch bald, dass bei ihrem Chef etwas nicht mit rechten Dingen vorgeht, und informiert die Kriminalpolizei. Auf den Fall angesetzt wird Polizeikommissar Tanner, ein alter Freund Moravas. Dieser kann durch seine Ermittlungen den Chemiker als Doppelmörder überführen. Als Tanner Morava verhaften lassen will, entzieht sich dieser der Gerechtigkeit und nimmt Zyankali.

## Produktionsnotizen
Zyankali entstand in der zweiten Jahreshälfte 1947 und wurde am 26. Mai 1948 in Wien uraufgeführt. Die deutsche Erstaufführung erfolgte am 1. Dezember 1949 in Karlsruhe.
Fritz Mögle entwarf die Filmbauten, Heinz Hansen übernahm die Produktionsleitung. Der noch sehr junge Ernst Hofbauer diente bei diesem Film als Requisiteur.

## Kritiken
Paimann’s Filmlisten fand, dass das gute Motiv für diesen Film ein „allerdings mißlungenes Alibi für diese … kolportagehafte Handlung“ sei.
Das Lexikon des Internationalen Films sah den Streifen lediglich als „Routineprodukt.“